# Marija Klobčar
Marija Klobčar (rojena Ftičar) slovenska etnologinja, folkloristka.

## Življenje in delo
Leta 1982 je na Filozofski fakulteti Univerze v Ljubljani diplomirala iz slavistike in etnologije. Na Oddelku za etnologijo in kulturno antropologijo Filozofske fakultete Univerze v Ljubljani je leta 1991 zaključila magistrski, leta 1997 pa doktorski študij. 
Po diplomi je bila kot mlada raziskovalka zaposlena na Oddelku za etnologijo in kulturno antropologijo FF Univerze v Ljubljani. Po krajši prekinitvi dela iz družinskih razlogov se je zaposlila na Zavodu za varstvo naravne in kulturne dediščine v Kranju, leta 1998 pa na ZRC SAZU, kjer na Glasbenonarodopisnem inštitutu dela kot tekstologinja. 
Preučevanje vsakdanjega življenja in kulture Slovencev, ki se mu je posvečala pred zaposlitvijo na ZRC SAZU, vključuje tudi v folkloristično raziskovanje. S tem pristopom obravnava vprašanja zgodovine folkloristike, prepletanja med mestom in podeželjem, razne pesemske vrste, kot so pripovedne, vojaške in obredne pesmi, nosilce pesemske ustvarjalnosti, predvsem potujoče pevce, in medjezikovna prepletanja v pesemskem izročilu. Njeno raziskovanje povezav med mitologijo in zgodovino je najbolj izraženo v novih interpretacijah kamniškega jezera, potresa leta 1348 in lika kralja Matjaža. V javnosti deluje z različnimi oblikami strokovnega dela, na Oddelku za etnologijo in kulturno antropologijo FF Univerze v Ljubljani pa od leta 2020 predava predmeta Geneza slovenske folkloristične teorije in Slovensko ustno slovstvo.

## Nagrade in priznanja
- fakultetna Prešernova nagrada za diplomsko delo Društva in prireditve v Kamniku 1914–1941 (1983),
- Murkovo priznanje za monografijo Kamničani med izročilom in sodobnostjo (1999),
- Odlični v znanosti za monografijo Na poti v Kamnik (2017),
- Zlato priznanje Občine Kamnik[2],
- Murkova nagrada za življenjsko delo (2020)[3],
- priznanje Odlični v znanosti za monografijo Poslušajte štimo mojo (2021).

## Izbrana bibliografija
- Prezrti zgodovinski kontekst izročila o kralju Matjažu, 2023.
- Simbolne reprezentacije ziljskega žegna, ziljske noše in vojvodskega prestola v spreminjanju kolektivnih identitet na avstrijskem Koroškem, 2022.
- Najstarejša pesemska pričevanja in vloga slovenskega jezika, 2021.
- Poslušajte štimo mojo. Potujoči pevci na Slovenskem, 2020.
- Skrita pričevanja o potresu leta 1348 v slovenskih deželah, 2017.
- Na poti v Kamnik. Ljubljana, 2016.
- "From the silvery midnight water" or the folk song between expectations and reality, 2016.
- Pozabljeni Kamnik in njegovo jezero, 2015.
- Kresne pesmi kot razumevanje obrednega, 2008.
- Kamničani med izročilom in sodobnostjo, 1998.